# Pueblos bálticos

Tribus bálticas a finales de la Edad Media.

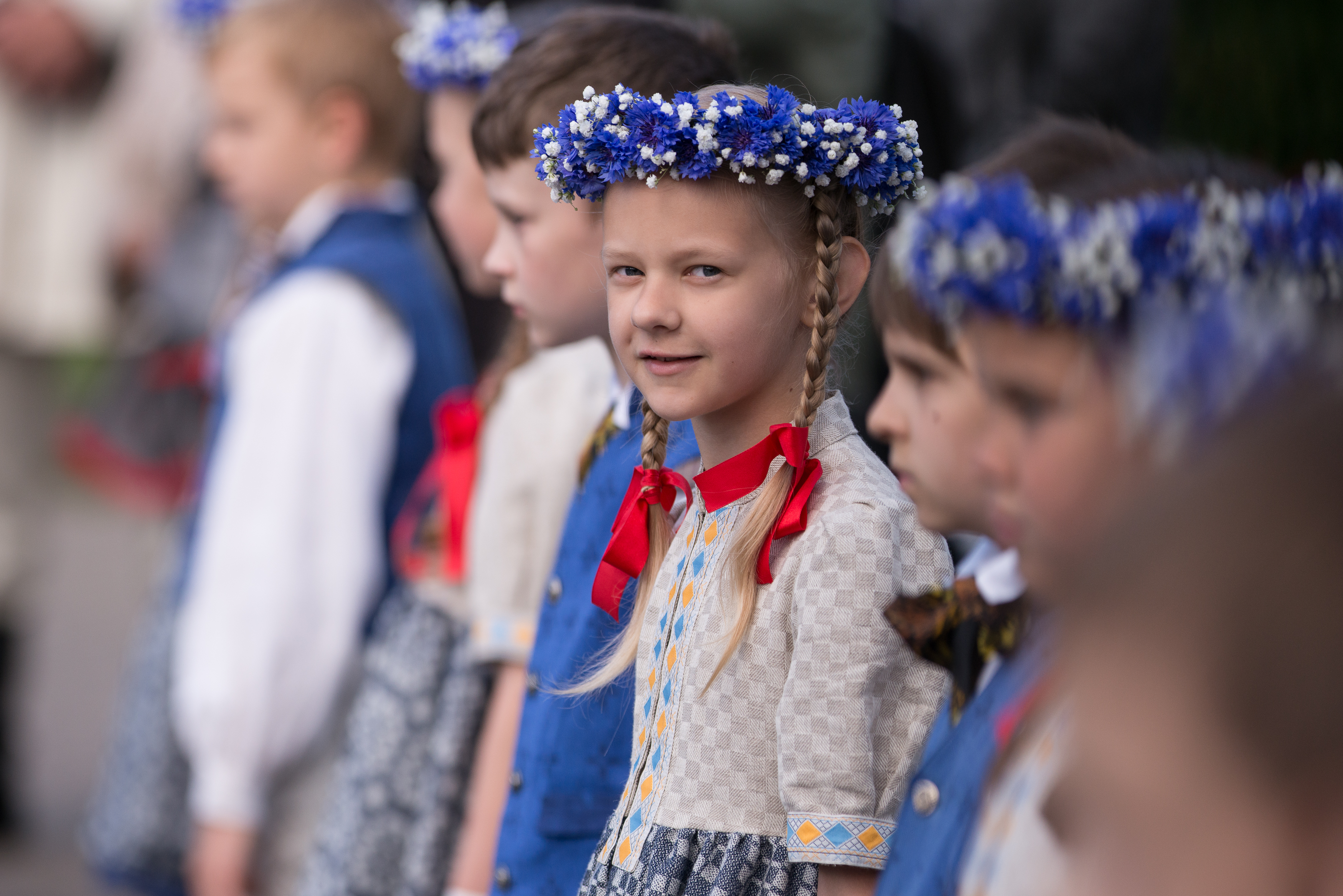
festival escolar del pueblo letón

Los baltos o pueblos bálticos (letón: balti, lituano: baltai), definidos como hablantes de una de las lenguas bálticas, una rama de la familia de lenguas indoeuropeas, son descendientes de un grupo de tribus indoeuropeas que se establecieron entre el bajo Vístula y el alto Dvina y Dnieper. Debido a su aislamiento geográfico, los idiomas bálticos mantuvieron muchas características arcaicas.
Entre los pueblos bálticos se incluyen los modernos lituanos y letones, así como los prusios, yotvingios, galindios, selonianos, semigalianos, escalvianos, latgalianos y curonios, cuyas lenguas (la mayoría) se extinguieron en la Edad Media.
La periodista de origen lituano Jurate Rosales incluye a los godos entre los pueblos bálticos, tesis que ha sido criticada por otros investigadores especializados en lenguas bálticas.

## Orígenes
Hacia 4000-3000 a. C., la zona oriental del Báltico experimentó una afluencia de pueblos ugrofineses de la cultura de la cerámica del peine, que se extendieron desde el norte de Finlandia hasta Lituania. 
El cromosoma Y ha revelado datos de una ascendencia común para los ugrofineses y bálticos. Según los estudios, los bálticos guardan más relación con los ugrofineses del Volga, como el pueblo mari, que con los finlandeses del Báltico. El indicador de origen ugrofinés ha resultado ser más frecuente en los letones (42 %) y los lituanos (43 %) que en los estonios (34 %). Los resultados sugieren que los territorios de Estonia, Letonia y Lituania fueron poblados por tribus ugrofinesas desde principios del período mesolítico.
Hacia 3500-2500 a. C. hubo otra migración masiva, la de los pueblos de la cultura del hacha de guerra. Vinieron desde el sureste y se propagaron por toda Europa oriental y central, llegando hasta el sur de Finlandia. Es amplia y universalmente aceptado que la cultura del hacha de guerra es el origen de muchas culturas indoeuropeas, entre ellas la de los baltos. Al parecer, los indoeuropeos recién llegados fueron muy numerosos y, en el Báltico oriental, asimilaron a los pueblos ugrofineses anteriores. Recientes estudios comparativos de ADN parecen confirmar la teoría de la asimilación entre los indoeuropeos y los ugrofineses durante este período. Con el tiempo, el nuevo pueblo de los bálticos se propagó desde la zona del mar Báltico hasta la cuenca del Volga.